# Sokole Góry (Wyżyna Częstochowska)
Sokole Góry – skupisko wzniesień na Wyżynie Mirowsko-Olsztyńskiej, w północnej części Wyżyny Częstochowskiej. Leży pomiędzy Olsztynem, Zrębicami i Biskupicami w województwie śląskim. Od zachodniej strony Sokole Góry opadają do obniżenia, którym poprowadzono drogę z Olsztyna do Biskupic, po północno-wschodniej stronie ciągną się po wzniesienie Knieja. Wyróżniają się wyjątkowo bogatą morfologią i naturalną, dobrze zachowaną szatą roślinną.
Kopulaste wzgórza, w szczytowych partiach często skaliste, zbudowane są z wapieni przykrytych lessem. Odcinają się w krajobrazie dzięki stosunkowo dużej wysokości bezwzględnej, sięgającej 400 m n.p.m. Ich względna wysokość nad otaczającymi je suchymi dolinami wynosi około 50–100 m.
Do Sokolich Gór należy 9 wzniesień: Sokola Góra, Kamienne Górki, Setki, Donica, Pustelnica, Karzełek, Puchacz, Jodłowa Góra i Knieja.
Sokole Góry są w całości porośnięte lasem. U podnóży dominują drzewostany dębowo-sosnowe, wyżej lasy bukowe z domieszką grabu. W wielu miejscach odsłaniają się wapienne ostańce w postaci bloków, ścian, murów, grani i baszt. Są to: Boniek, Harfa, Pielgrzym, Ponton, Przewieszony Mur, Skały Kadry, Sokola Baszta, Taksówka, Turnie Simonda, Soczewka, Skrzat. Na dwóch z nich (Boniek i Pielgrzym) dopuszczalne jest uprawianie wspinaczki skalnej. W skałach są liczne jaskinie i schroniska podskalne. Największe z nich to System Jaskini Olsztyńskiej, Jaskinia Koralowa, Studnisko. W wielu z nich hibernują nietoperze.
Nazwa „Sokole Góry” została nadana przez miejscową ludność, według której wzgórza te, a zwłaszcza ich formacje skalne, stanowiły miejsca gnieżdżenia się sokołów i puchaczy. Również ludowe jest pochodzenie nazw poszczególnych wzgórz, uroczysk i niektórych jaskiń. Większą część nazw poszczególnym formacjom skalnym i jaskiniom nadali współcześnie turyści, wspinacze i speleolodzy.
Ze względu na wyjątkowe bogactwo przyrodnicze tego fragmentu Wyżyny Krakowsko-Częstochowskiej większą część obszaru Sokolich Gór objęto ochroną w rezerwacie przyrody Sokole Góry, jednym z największych w tym makroregionie.
Przy szosie Olsztyn-Biskupice po zachodniej stronie pasma są dwa parkingi, z których wychodzą szlaki turystyki pieszej i rowerowej oraz ścieżki edukacyjne prowadzące po najciekawszych miejscach rezerwatu.